# Онік-Ірим
Оні́к-Іри́м (рос. Оник-Ирым) — присілок в Ігринському районі Удмуртії, Росія.

## Населення
Населення — 111 осіб (2010; 166 в 2002).
Національний склад станом на 2002 рік:
- удмурти — 100 %

## Урбаноніми[3]
- вулиці — Молодіжна, Садова